# Rivalità Alcaraz-Sinner
La rivalità Alcaraz-Sinner è emersa nel tennis professionistico verso il tramonto dell'epoca detta dei Big Three (Federer, Nadal, Đoković), segnando le prime stagioni intorno ai ritiri di Roger Federer (2022) e di Rafael Nadal (2024).
I due tennisti hanno raggiunto entrambi il vertice del ranking ATP: il più giovane spagnolo Carlos Alcaraz il 12 settembre 2022; l'italiano Jannik Sinner più tardi, il 10 giugno 2024. Dal settembre 2022 (US Open) al luglio 2025 (Wimbledon) hanno vinto nove dei dodici Slam disputati. 
Dal 2021 in poi Sinner e Alcaraz si sono affrontati 14 volte, due delle quali in finali Slam. Nel giugno 2025 hanno dato vita alla combattuta finale del Roland Garros, la più lunga della storia del torneo (5 h 29 min), ribaltata dal tennista spagnolo annullando tre match point; un mese dopo sono stati protagonisti della rivincita dell'italiano, nella finale di Wimbledon. I precedenti vedono Carlos Alcaraz in vantaggio 9-5.
La rivalità è avvertita da entrambi i giocatori e dai rispettivi team come stimolo reciproco al miglioramento. Dopo il settembre 2024 ATP l'ha definita «una delle rivalità più avvincenti degli ultimi tempi».

## Analisi

### Aspetti statistici
Alcaraz ha conquistato cinque tornei del Grande Slam, Sinner quattro. Otto Majors, sette dei quali consecutivi, sono stati vinti nel biennio 2023-2025, con l'unica eccezione dello US Open 2023.
| Anno | Australian Open | Open di Francia | Wimbledon      | US Open        |
| ---- | --------------- | --------------- | -------------- | -------------- |
| 2022 | Rafael Nadal    | Rafael Nadal    | Novak Đoković  | Carlos Alcaraz |
| 2023 | Novak Đoković   | Novak Đoković   | Carlos Alcaraz | Novak Đoković  |
| 2024 | Jannik Sinner   | Carlos Alcaraz  | Carlos Alcaraz | Jannik Sinner  |
| 2025 | Jannik Sinner   | Carlos Alcaraz  | Jannik Sinner  |                |

## Statistiche

### Risultati per torneo
- Totale: Alcaraz, 9–5
  - Incontri Grande Slam: Alcaraz, 3–2
    - Australian Open:  Parità, 0–0
    - Roland Garros: Alcaraz, 2–0
    - Wimbledon: Sinner, 2–0
    - US Open: Alcaraz, 1–0

  - Incontri ATP Finals: Parità, 0–0
  - Incontri ai Giochi Olimpici: Parità, 0–0
  - Incontri ATP Masters Series/ATP Tour Masters 1000: Alcaraz, 5–1
  - Incontri ATP 500: Parità, 1–1
  - Incontri ATP 250: Sinner, 1–0
  - Incontri in Coppa Davis: Parità, 0–0
  - Incontri al meglio dei 3 set: Alcaraz, 6–3
  - Incontri al meglio dei 5 set: Alcaraz, 3–2
  - Incontri al quinto set: Alcaraz, 3–0
  - Incontri vinti dopo aver perso il primo set: Alcaraz, 4–3

### Risultati per superficie
- Terra rossa: Alcaraz, 3–1
- Cemento: Alcaraz, 6–2
  - Outdoor: Alcaraz, 4–2
  - Indoor: Alcaraz, 1–0
- Erba: Sinner, 2–0

### Evoluzione della carriera
- Aggiornato al 25 agosto 2025

| Stagione di Alcaraz   | Stagione di Alcaraz   | 2020 | 2021 | 2022 | 2023 | 2024 | 2025 | 2026 | 2027 |
| Stagione di Sinner    | Stagione di Sinner    | 2018 | 2019 | 2020 | 2021 | 2022 | 2023 | 2024 | 2025 |
| Età (a fine stagione) | Età (a fine stagione) | 17   | 18   | 19   | 20   | 21   | 22   | 23   | 24   |
| Grande Slam           |                       |      |      |      |      |      |      |      |      |
| Alcaraz               | 0                     | 0    | 1    | 1    | 2    | 1    | -    | -    |      |
| Sinner                | 0                     | 0    | 0    | 0    | 0    | 0    | 2    | 2    |      |
| Totale titoli         |                       |      |      |      |      |      |      |      |      |
| Alcaraz               | 0                     | 1    | 6    | 12   | 16   | 22   | -    | -    |      |
| Sinner                | 0                     | 0    | 1    | 5    | 6    | 10   | 18   | 20   |      |
| Ranking               |                       |      |      |      |      |      |      |      |      |
| Alcaraz               | 141                   | 32   | 1    | 2    | 3    | 2    | -    | -    |      |
| Sinner                | 551                   | 78   | 37   | 10   | 15   | 4    | 1    | 1    |      |
| Settimane al nº1      |                       |      |      |      |      |      |      |      |      |
| Alcaraz               | 0                     | 0    | 15   | 36   | 36   | 36   | -    | -    |      |
| Sinner                | 0                     | 0    | 0    | 0    | 0    | 0    | 30   | 64   |      |

## Elenco di tutte le sfide
ATP, Olimpiadi, Coppa Davis e Grande Slam.
| Legenda (2019–presente) |
| Grande Slam             |
| ATP Finals              |
| ATP Tour Masters 1000   |
| Giochi Olimpici         |
| ATP Tour 500            |
| ATP Tour 250            |
| Coppa Davis             |

### Partite ufficiali nel singolare, Alcaraz 9–5
| No. | Data             | Torneo, luogo                   | Superficie  | Turno      | Vincitore | Punteggio                        | Durata | Alcaraz | Sinner |
| --- | ---------------- | ------------------------------- | ----------- | ---------- | --------- | -------------------------------- | ------ | ------- | ------ |
| 1.  | 3 novembre 2021  | Paris Masters, Parigi           | Cemento (i) | 2º Turno   | Alcaraz   | 7–6(1), 7–5                      | 2:10   | 1       | 0      |
| 2.  | 3 luglio 2022    | Torneo di Wimbledon, Londra     | Erba        | 4º Turno   | Sinner    | 6–1, 6–4, 6(8)–7, 6–3            | 3:38   | 1       | 1      |
| 3.  | 31 luglio 2022   | Croatia Open Umag, Umago        | Terra rossa | Finale     | Sinner    | 6(5)–7, 6–1, 6–1                 | 2:28   | 1       | 2      |
| 4.  | 8 settembre 2022 | US Open, New York               | Cemento     | Quarti     | Alcaraz   | 6–3, 6(7)–7, 6(0)–7, 7–5, 6–3    | 5:18   | 2       | 2      |
| 5.  | 19 marzo 2023    | Indian Wells Open, Indian Wells | Cemento     | Semifinale | Alcaraz   | 7–6(4), 6–3                      | 1:54   | 3       | 2      |
| 6.  | 1° aprile 2023   | Miami Open, Miami               | Cemento     | Semifinale | Sinner    | 6(4)–7, 6–4, 6–2                 | 3:03   | 3       | 3      |
| 7.  | 3 ottobre 2023   | China Open, Pechino             | Cemento     | Semifinale | Sinner    | 7–6(4), 6–1                      | 1:57   | 3       | 4      |
| 8.  | 16 marzo 2024    | Indian Wells Open, Indian Wells | Cemento     | Semifinale | Alcaraz   | 1–6, 6–3, 6–2                    | 2:03   | 4       | 4      |
| 9.  | 7 giugno 2024    | Open di Francia, Parigi         | Terra rossa | Semifinale | Alcaraz   | 2–6, 6–3, 3–6, 6–4, 6–3          | 4:12   | 5       | 4      |
| 10. | 2 ottobre 2024   | China Open, Pechino             | Cemento     | Finale     | Alcaraz   | 6(6)–7, 6–4, 7–6(3)              | 3:23   | 6       | 4      |
| 11. | 18 maggio 2025   | Internazionali d'Italia, Roma   | Terra rossa | Finale     | Alcaraz   | 7–6(5), 6–1                      | 1:45   | 7       | 4      |
| 12. | 8 giugno 2025    | Open di Francia, Parigi         | Terra rossa | Finale     | Alcaraz   | 4–6, 6(4)–7, 6–4, 7–6(3), 7–6(2) | 5:29   | 8       | 4      |
| 13. | 13 luglio 2025   | Torneo di Wimbledon, Londra     | Erba        | Finale     | Sinner    | 4–6, 6–4, 6–4, 6–4               | 3:03   | 8       | 5      |
| 14. | 18 agosto 2025   | Cincinnati Open, Cincinnati     | Cemento     | Finale     | Alcaraz   | 5–0, rit.                        | 0:23   | 9       | 5      |

## Performance annuali nel Grande Slam
- Grassetto = si sono incontrati in finale.
- Corsivo = si sono incontrati durante il torneo.

### 2019–2024
| Giocatore | 2019 | 2019 | 2019 | 2019 | 2020 | 2020 | 2020 | 2020 | 2021 | 2021 | 2021 | 2021 | 2022 | 2022 | 2022 | 2022 | 2023 | 2023 | 2023 | 2023 | 2024 | 2024 | 2024 | 2024 |
| --------- | ---- | ---- | ---- | ---- | ---- | ---- | ---- | ---- | ---- | ---- | ---- | ---- | ---- | ---- | ---- | ---- | ---- | ---- | ---- | ---- | ---- | ---- | ---- | ---- |
| Giocatore | AUS  | FRA  | WIM  | USA  | AUS  | FRA  | WIM  | USA  | AUS  | FRA  | WIM  | USA  | AUS  | FRA  | WIM  | USA  | AUS  | FRA  | WIM  | USA  | AUS  | FRA  | WIM  | USA  |
| Alcaraz   | A    | A    | A    | A    | A    | Q1   | ND   | A    | 2T   | 3T   | 2T   | QF   | 3T   | QF   | 4T   | V    | A    | SF   | V    | SF   | QF   | V    | V    | 2T   |
| Sinner    | A    | A    | Q1   | 1T   | 2T   | QF   | ND   | 1T   | 1T   | 4T   | 1T   | 4T   | QF   | 4T   | QF   | QF   | 4T   | 2T   | SF   | 4T   | V    | SF   | QF   | V    |

### 2025–Presente
| Giocatore | 2025 | 2025 | 2025 | 2025 |
| --------- | ---- | ---- | ---- | ---- |
| Giocatore | AUS  | FRA  | WIM  | USA  |
| Alcaraz   | QF   | V    | F    |      |
| Sinner    | V    | F    | V    |      |